# Sinking Sands
Sinking Sands es una película dramática ghanesa de 2010 escrita, producida y dirigida por Leila Djansi. Está protagonizada por Jimmy Jean-Louis, Ama Abebrese, Emmanuel Yeboah A. y Yemi Blaq. Recibió nueve nominaciones y ganó tres en los Premios de la Academia de Cine de África 2011, incluido Mejor Guion y Mejor Maquillaje.

## Sinopsis
Jimah (Jimmy Jean-Louis) y Pabi (Ama Abebrese) son un matrimonio envuelto en violencia y abuso cuando Jimah queda desfigurado en un accidente doméstico.

## Elenco
- Jimmy Jean-Louis como Jimah
- Ama Abebrese como Pabi
- Yemi Blaq como el Dr. Zach Mathews
- Chris Attoh como Mensah
- Doris Sakitey como la Sra. Dodou
- Grace Nortey como abuela
- Narki Adulai como invitado a la boda
- Louis Marcus como amigo de Jimah
- Daphne Akatugba como Patience
- Amanda Jissie como la Sra. Olu
- Trustina Fafa Sarbah como Stella
- Eddie Coffie como Obed
- Peter Etse como sacerdote
- Akosua Agyepong como Mama May
- Valarie Kessie como Harlott
- Samir Yaw White como Mourner
- Natascha Mieke como la Dra. Samantha Rogers

## Recepción
Fue recibida positivamente por los críticos de cine africanos y NollywoodForever.com concluyó que era "Una película maravillosa que recomendaría en un santiamén" y que "la crudeza de la película fue impresionante y digna de aplaudir. La actuación fue acertada al igual que la cinematografía."